# Michel II Doukas
Pour les articles homonymes, voir Michel Doukas.
Michel II Doukas (en grec : Μιχαήλ Β΄ Κομνηνός Δούκας), ou Michel II Ange, est despote d'Épire de 1230 jusqu'à sa mort en 1266 ou 1268 ; à partir de 1240, il conquiert également le royaume de Thessalonique.

## Biographie
Michel est un fils illégitime de Michel Ier Doukas, despote d'Épire. Il part en exil après la mort de son père en 1215.
Après la défaite et la capture de son oncle Théodore Doukas, par Ivan Asen II de Bulgarie à la bataille de Klokotnitsa en 1230, il revient en Épire et devient le chef de la région. Michel II reçoit l'appui des notables locaux par un mariage avec Théodora, une princesse de l'empire de Nicée, ce qui contribue aussi à renforcer les relations entre les deux États.
En 1238, Michel reçoit la visite du patriarche Germain II de Constantinople et, en 1249, il reçoit la dignité de despote de l'empereur Jean III Doukas Vatatzès. Ces bonnes relations permettent à Jean III d'obtenir la neutralité de l'Épire pendant la conquête par l'empire de Nicée, entre 1244 et 1246, de Thessalonique, alors dirigée par l'oncle de Michel, Théodore Doukas, et ses fils.
En 1256 cependant, il entre en conflit avec le nouvel empereur de Nicée Théodore II Lascaris, qui lui a demandé de lui remettre les villes de Durazzo et Sérvia. Mais alors que l'armée épirote s'avance vers Thessalonique, le roi Manfred Ier de Sicile s'empare de Durazzo et de ses environs. Résolu à prendre Thessalonique pour agrandir son despotat, Michel demande à Manfred d'accepter sa fille en mariage en cédant comme dot les villes perdues et Corfou. Il conclut également une alliance avec le prince Guillaume II de Villehardouin d'Achaïe, qui épouse sa fille.
Les troupes des trois alliés envahissent alors les possessions de l'empire de Nicée en Macédoine en 1259, mais sont défaites par l'armée nicéenne menée par Jean Paléologue, un frère de l'empereur Michel VIII Paléologue, lors de la bataille de Pélagonia. Guillaume est capturé tandis que Michel se sauve dans les îles ioniennes. Les forces nicéennes envahissent alors l'Épire mais ne peuvent l'occuper durablement et doivent se replier ; ainsi Michel II peut-il récupérer ses terres avec l'aide de Manfred.
Mais une autre victoire byzantine en 1264 force le despote à accepter la suzeraineté de l'Empire byzantin et à renforcer ses liens avec ce dernier par des mariages.
À la mort de Michel II dans les années 1266/1268, ses domaines sont divisés entre ses successeurs Nicéphore Ier Doukas qui reçoit l'Épire et Jean Ier Doukas qui reçoit la Thessalie.

## Famille
Par son mariage avec Theodora Petraliphaina, il a plusieurs enfants :
- Nicéphore Ier qui lui succède à la tête de l'Épire ;
- Jean ;
- Démétrios ;
- Hélène († 1271), qui fut la seconde épouse du roi Manfred Ier de Sicile ;
- Anne, qui épousa Guillaume II de Villehardouin, prince d’Achaïe, puis Nicolas II de Saint-Omer, seigneur de Thèbes.

Avec sa maîtresse Gangrène (?), Michel II eut deux autres fils :
- Jean Ier Doukas qui lui succède à la tête de la Thessalie ;
- Théodore Doukas.

## Sources